# Liviu Angelescu
Liviu Nicolae Angelescu (n. 26 mai 1954, București) este un scrimer român specializat pe spadă, campion universitar pe echipe în 1977 și în 1981.

## Carieră
A practicat scrima la clubul IEFS cu maeștrii Jacques Istrate, Raul Dristoreanu și Marin Ghimpușan, apoi la CS „Farul” Constanța cu Mihai Echimenco și Gheorghe Horia. În anul 1977, cel mai bun din cariera sa, a fost laureat cu aur pe echipe la Universiada de la Sofia, a cucerit medalia de argint la Cupă a Campionilor Europeni cu CS Farul și lotul național, în care a fost integrat, s-a clasat pe locul 5 la Campionatul Mondial de la Buenos Aires. Pentru aceste rezultate a fost numit maestru al sportului. A obținut medalia de bronz pe echipe la Universiada de vară din 1977 de la México și din nou de aur pe echipe la ediția din 1981 de la București.
După retragerea din competiție a devenit antrenor de scrimă, contribuind în special la creșterea spadei feminine în România. Din 1987 până în 1994 a lucrat la „Progresul” București, căruia i-a fost vicepreședinte în perioadă 1994-1997. În 1998 a devenit antrenor al echipelor naționale de spadă masculin și feminin a Greciei, apoi s-a întors în România pentru să ocupe postul de secretar federal al Federației Române de Scrimă. În 2002 a fost desemnat vicepreședinte al CS Olimpia București. Din 1999 lucrează la Institutul Național de Cercetare pentru Sport. 